# Schiedam
Schiedam  è una municipalità dei Paesi Bassi di 75 792 abitanti situata nella provincia dell'Olanda Meridionale.

## Storia
Al nord di Rotterdam era presente un torrente paludoso nella zona di Schiebroek che scorreva nell'ex Merwede, nell'allora città di Overschie, oggigiorno quartiere della stessa città. Tale torrente venne progressivamente ampliato, scavato e prolungato fino a Delft, da cui il suo nome.
Nel 1150, la Schielands High Seawall fu costruita lungo la Merwede. Quando in seguito le pianure alluvionali furono trasformate in polder, la Schia fu estesa verso sud e fu costruita una diga alla nuova foce. L'insediamento che si formò là fu chiamato Schiedam, che letteralmente vuol dire Diga sulla Schia e divenne una città importante dal momento in cui riscosse il pedaggio sulle navi che salpavano sulla Schia fino a Delft e oltre.
Nel 1280, il Poldervaart fu costruito per prosciugare i fiumi orientali di Delfland. Questo canale aveva un collegamento diretto con la Merwede fuori Schiedam. La rivalità politica tra i vari proprietari terrieri e le città di Schiedam, Delft e Rotterdam portò alla costruzione di un nuovo canale tra Overschie e Rotterdam nel 1343, dividendo in tal modo la Schia di Overschie nella Schia di Rotterdam e l'originale, chiamata a quel punto Schia di Schiedam. Il controllo di Schiedam sulle spedizioni sulla Schia venne quindi perso.
Intorno all'anno 1309 il fiume Schie fu arginato dal Signore di Wassenaer e dall'Amtlord Dirk Bokel, questo per proteggere il polderland esistente contro l'acqua salata dal Mare del Nord. Nel 1247, Adelaide d'Olanda sposò Giovanni I, conte di Hainaut. Come dote ricevette da lui la parte orientale della diga insieme al polder adiacente. La diga attirò molte attività commerciali perché i beni per e dall'entroterra (Delft, e più lontano Leida e Haarlem) dovevano essere trasbordati. Una piccola città si sviluppò rapidamente attorno alla diga e alle sue attività. Nel 1275 Schiedam ricevette i diritti di città da Adelaide, nella sua qualità di sorella di Guglielmo II, il conte regnante dell'Olanda e diventando Re dei Romani. Ordinò la costruzione di un castello vicino alla Schie, che è noto fino ad oggi come il "Castello Mathenesse" (in olandese: "Huis te Riviere" o "Slot Mathenesse"). I resti di un dongione, che una volta erano parte del castello, sono ancora oggi visibili nel centro di Schiedam e vicino al municipio.
Come giovane insediamento, Schiedam ottenne presto la concorrenza dalle città e dalle città circostanti: nel 1340 anche Rotterdam e Delft furono autorizzati a stabilire un collegamento tra la Schia e la Mosa. A partire dal XV secolo, la città fiorì come luogo di pellegrinaggio sulla devozione attorno a Santa Liduina di Schiedam, uno dei più famosi santi olandesi che visse in città. La città acquisì successivamente importanza pescando ringhe. Nel 1428 un grande incendio della città spazzò via Schiedam, distruggendo in tal modo grandi parti della città allora in legno.
Il XVIII secolo fu l'età dell'oro di Schiedam, quando l'industria del gin fiorì. Le importazioni sospese di bevande dalla Francia resero possibile l'emergere della distilleria Schiedamse. Da dozzine di distillerie, lo Jenever di Schiedam fu esportato in tutto il mondo. L'industria del gin diede alla città il soprannome di "Black Nazareth". Questa industria ora è in gran parte sparita. Cinque mulini a vento della città, chiamati De Noord, Walvisch, Drie Koornbloemen, Nieuwe Palmboom e Vrijheid, sono i mulini a vento di stile tradizionale più alti del mondo perché dovevano sporgere sopra gli alti magazzini e molti magazzini sono relitti di questo passato. In una delle ex fabbriche del Lange Haven è stato istituito il National Jenever Museum.
Il 10 agosto 1856 il primo grande incidente ferroviario nei Paesi Bassi avvenne vicino alla stazione ferroviaria di Schiedam, causando 3 morti. Il 4 maggio 1976 si verificò un altro disastro sempre vicino alla stazione che causò 24 morti.
Alla fine del XIX secolo e per tutto il XX secolo, l'industria navale esplose a Schiedam con l'esistenza di grandi compagnie come Wilton-Fijenoord e tante altre. Nel 1941, gli antichi municipi di Kethel e Spaland furono fusi con Schiedam che rese possibili grandi ampliamenti della città con aree residenziali a nord. Alla fine del XX secolo l'industria della costruzione navale in gran parte scomparve e oggi Schiedam è principalmente una città di pendolari che fa parte dell'area metropolitana di Rotterdam.

## Economia
La città fu sede fino al 1999 di un'importante azienda cantieristica navale, la Wilton-Fijenoord, nonché attuale sede di un'antica distilleria la De Kuyper Royal Distillers fondata nel 1695.

## Amministrazione

### Gemellaggi
- Esslingen am Neckar, dal 1964
- Neath Port Talbot, dal 1964
- Vienne, dal 1966
- Udine, dal 1970
- Velenje, dal 1970
- Piotrków Trybunalski, dal 1992